# Dalia El Behery
Dalia Mahmoud Quotb El Behery (en árabe: داليا محمود قطب البحيري; 15 de octubre de 1970) es una actriz y modelo egipcia. En 1990 ganó el título de Miss Egipto y finalizó en la posición número 27 en el certamen de Miss Universo el mismo año.

## Biografía
El Behery obtuvo una licenciatura en la Facultad de Hotelería y Turismo de la Universidad de Helwan, aunque se desempeñó inicialmente en el modelaje. Su primera aparición notable fue en el vídeoclip de la canción «Tegeesh Neaeesh», de Ali El Haggar. Su carrera como modelo preparó el camino para su profesión en la actuación. Ha trabajado con estrellas como Adel Imam en su película Al Safara fe Al Emara junto con otros comediantes y cantantes como Hany Ramzy, Moustafa Amar y Khaled Selim.
El Behery afirmó en una de sus entrevistas en televisión que desea encarnar el papel de la reina faraónica Nefertiti en la pantalla, negando los rumores de que se mostraba reacia a que la actriz siria Solaf Fawakhirji representara a la reina Cleopatra.

## Plano personal
En agosto de 2008 se casó con Fred Morse, nieto del artista Farid Shawki. El Behery estuvo casada anteriormente y había dado a luz a una hija llamada Khadija, que murió a la edad de ocho meses a causa de una extraña enfermedad. También tiene una hija de su segundo matrimonio, llamada Kesmat.
El Behery firmó como Embajadora de Buena Voluntad para el Día Mundial del Accidente Cerebrovascular en noviembre de 2010.

## Filmografía
| Año  | Título                |
| ---- | --------------------- |
| 2002 | Mohami khulaa         |
| 2003 | El Banat              |
| 2004 | Sana oula nasb        |
| 2004 | Kan yom hobak         |
| 2004 | Kalbi younadiek       |
| 2005 | Harim Karim           |
| 2005 | Al Bahethat           |
| 2005 | El-Sefara fi El-Omara |
| 2006 | Ahlam Hakikiya        |
| 2006 | Al Ghawas             |
| 2007 | Juba                  |